# Campeonato de Clubes de la CFU 2016
El Campeonato de Clubes de la CFU 2016 fue la 18.ª edición de este torneo de fútbol a nivel de clubes del Caribe organizado por la CFU y que contó con la participación de 14 clubes de 8 países miembros del Caribe. Se produce la primera participación de equipos representativos de la República Dominicana, cuyas oncenas vuelven a disputar un torneo internacional de clubes de fútbol desde que en 1995 el San Cristóbal Bancredicard jugara en la eliminatoria caribeña de la entonces Copa de Campeones de la Concacaf.
Reeditando su éxito del año anterior, Central FC le da a Trinidad y Tobago su undécimo título en este torneo, luego de volver a superar en la final a su compatriota W Connection. El tercer lugar esta vez lo conquistó el Don Bosco de Haití. Estos fueron los tres equipos de la región caribeña que clasificaron a la Concacaf Liga Campeones 2016-17

## Participantes
| Asociación           | Club                       | Método de Clasificación                                  |
| -------------------- | -------------------------- | -------------------------------------------------------- |
| Bermudas             | Somerset Trojans           | Campeón de la Liga Premier de Bermudas 2014-15           |
| Guadalupe            | Moulien                    | Campeón de la División de Honor de Guadalupe 2014-15     |
| Guadalupe            | La Gauloise de Basse-Terre | Subcampeón de la División de Honor de Guadalupe 2014-15  |
| Haití                | Don Bosco                  | Campeón del Tournoi d'Ouverture 2015                     |
| Haití                | America                    | Finalista del Tournoi d'Ouverture 2015                   |
| Islas Caimán         | Scholars International     | Campeón de la Cayman Islands League 2014-15              |
| Jamaica              | Arnett Gardens             | Campeón de la Liga Premier Nacional de Jamaica 2014-15   |
| Jamaica              | Montego Bay United         | Finalista de la Liga Premier Nacional de Jamaica 2014-15 |
| República Dominicana | Pantoja                    | Campeón de la Liga Dominicana de Fútbol 2015             |
| República Dominicana | Atlántico                  | Finalista de la Liga Dominicana de Fútbol 2015           |
| Surinam              | Inter Moengotapoe          | Campeón de la Hoofdklasse 2014-15                        |
| Surinam              | SV Notch                   | Subcampeón de la Hoofdklasse 2014-15                     |
| Trinidad y Tobago    | Central                    | Campeón de la TT Pro League 2014-15                      |
| Trinidad y Tobago    | W Connection               | Subcampeón de la TT Pro League 2014-15                   |

## Fase de grupos
En la ronda preliminar los 14 equipos fueron divididos en 4 grupos; cada grupo se jugará todos contra todos a una vuelta en una sede designada. Los ganadores de cada grupo avanzan a las semifinales.

### Grupo 1
El Grupo 1 tuvo sede en Trinidad y Tobago. Actualizada 26/02/2016
| Equipo            | Pts | PJ | PG | PE | PP | GF | GC | GD |
| ----------------- | --- | -- | -- | -- | -- | -- | -- | -- |
| W Connection      | 9   | 3  | 3  | 0  | 0  | 12 | 4  | +8 |
| Inter Moengotapoe | 6   | 3  | 2  | 0  | 1  | 5  | 5  | 0  |
| Atlántico FC      | 3   | 3  | 1  | 0  | 2  | 6  | 5  | +1 |
| CS Moulien        | 0   | 3  | 0  | 0  | 3  | 3  | 12 | -9 |

| 24 de febrero de 2016 | Inter Moengotapoe                    | 3:2 (2:0) | CS Moulien                      | Ato Boldon Stadium, Couva |  |
|                       | Vamur 26' (a.g.) · Kastiel 31' 90+2' |           | 47' Bizasene · 64' Francillonne |                           |  |

| 24 de febrero de 2016 | W Connection                       | 4:2 (1:1) | Atlántico FC               | Ato Boldon Stadium, Couva |  |
|                       | 32' 68' Williams · 77' 90' Charles |           | 7' Benítez · 66' Rodríguez |                           |  |

| 26 de febrero de 2016 | Atlántico FC | 0:1 (0:1) | Inter Moengotapoe | Ato Boldon Stadium, Couva |  |
|                       |              |           | 31' Pokie         |                           |  |

| 26 de febrero de 2016 | W Connection                                                      | 5:1 (1:1) | CS Moulien | Ato Boldon Stadium, Couva |  |
|                       | Charles 7' · Williams 53' · Apai 67' · Jones 70' · St. Prix 90+2' |           | 4' Petit   |                           |  |

| 28 de febrero de 2016 | CS Moulien | 0:4 (0:1) | Atlántico FC                                           | Ato Boldon Stadium, Couva |  |
|                       |            |           | 16' Pérez · 56' Casseres · 50' (a.g.) Siar · 60' Ilsea |                           |  |

| 28 de febrero de 2016 | W Connection                           | 3:1 (1:0) | Inter Moengotapoe | Ato Boldon Stadium, Couva |  |
|                       | Charles 9' · St. Prix 81' · Hector 90' |           | 90+2' Kwasie      |                           |  |

### Grupo 2
El Grupo 2 tuvo sede en Haití.
| Equipo           | Pts | PJ | PG | PE | PP | GF | GC | GD |
| ---------------- | --- | -- | -- | -- | -- | -- | -- | -- |
| Don Bosco FC     | 6   | 2  | 2  | 0  | 0  | 8  | 1  | +7 |
| La Gauloise      | 3   | 2  | 1  | 0  | 1  | 5  | 4  | +1 |
| Somerset Trojans | 0   | 2  | 0  | 0  | 2  | 1  | 9  | -8 |

| 24 de febrero de 2016 | Don Bosco FC                                                                 | 5:0 (1:0) | Somerset Trojans | Estadio Sylvio Cator, Puerto Príncipe |  |
|                       | Dede 44' · Gooden 61' (a.g.) · Campomar 76' · Estama 82' · Massigno José 89' |           |                  |                                       |  |

| 26 de febrero de 2016 | La Gauloise                                                 | 4:1 (2:1) | Somerset Trojans | Estadio Sylvio Cator, Puerto Príncipe |  |
|                       | Boussemart 19' · Mocka 36' (pen.) · Roche 62' · Dacalor 76' |           | 32' Ming         |                                       |  |

| 28 de febrero de 2016 | Don Bosco FC                         | 3:1 (1:0) | La Gauloise | Estadio Sylvio Cator, Puerto Príncipe |  |
|                       | Estama 43' · Delva 55' · Georges 87' |           | Mocka 79'   |                                       |  |

### Grupo 3
El Grupo 3 tuvo sede en Jamaica.
| Equipo                 | Pts | PJ | PG | PE | PP | GF | GC | GD  |
| ---------------------- | --- | -- | -- | -- | -- | -- | -- | --- |
| Central FC             | 6   | 2  | 2  | 0  | 0  | 7  | 0  | +7  |
| Montego Bay United     | 3   | 2  | 1  | 0  | 1  | 4  | 1  | +3  |
| Scholars International | 0   | 2  | 0  | 0  | 2  | 0  | 10 | -10 |

| 9 de marzo de 2016 | Montego Bay United                           | 4:0 (1:0) | Scholars International | Complejo Montego Bay Deportes, Montego Bay |  |
|                    | Gordon 25' (pen.) 73' 80' · Duval 42' (a.g.) |           |                        |                                            |  |

| 11 de marzo de 2016 | Central                                                             | 6:0 (2:0) | Scholars International | Complejo Montego Bay Deportes, Montego Bay |  |
|                     | Jack 2' · Darko 18' · Marcano 64' 90+2' · Mitchell 68' · Gordon 88' |           |                        |                                            |  |

| 11 de marzo de 2016 | Montego Bay United | 0:1 (0:0) | Central      | Complejo Montego Bay Deportes, Montego Bay |  |
|                     |                    |           | Mitchell 87' |                                            |  |

### Grupo 4
El Grupo 4 tuvo sede en República Dominicana.
| Equipo                | Pts | PJ | PG | PE | PP | GF | GC | GD |
| --------------------- | --- | -- | -- | -- | -- | -- | -- | -- |
| Arnett Gardens        | 9   | 3  | 3  | 0  | 0  | 12 | 4  | +8 |
| Club Atlético Pantoja | 6   | 3  | 2  | 0  | 1  | 4  | 1  | +3 |
| América FC            | 3   | 3  | 1  | 0  | 2  | 1  | 4  | -3 |
| SV Notch              | 0   | 3  | 0  | 0  | 3  | 4  | 12 | -8 |

| 2 de marzo de 2016 | Arnett Gardens                        | 3:0 (0:0) | América FC | Estadio Quisqueya, Santo Domingo |  |
|                    | Martin 48' · Harris 70' · Malcolm 86' |           |            |                                  |  |

| 2 de marzo de 2016 | Club Atlético Pantoja          | 3:0 (1:0) | SV Notch | Estadio Quisqueya, Santo Domingo |  |
|                    | Rebollo 12' · Espinnal 64' 83' |           |          |                                  |  |

| 4 de marzo de 2016 | SV Notch                                     | 4:8 (3:6) | Arnett Gardens                                                              | Estadio Quisqueya, Santo Domingo |  |
|                    | Welkens 33' · Anautan 35' 90' · Kwelling 42' |           | Malcolm 15' 18' · Martin 19' 35' 45' · Harris 44' · Sterling 80' · Hyde 84' |                                  |  |

| 4 de marzo de 2016 | Club Atlético Pantoja | 1:0 (0:0) | América FC | Estadio Quisqueya, Santo Domingo |  |
|                    | Batista 87'           |           |            |                                  |  |

| 6 de marzo de 2016 | América FC | 1:0 (1:0) | SV Notch | Estadio Quisqueya, Santo Domingo |  |
|                    | Rameau 42' |           |          |                                  |  |

| 6 de marzo de 2016 | Club Atlético Pantoja | 0:1 (0:0) | Arnett Gardens | Estadio Quisqueya, Santo Domingo |  |
|                    |                       |           | Strickland 80' |                                  |  |

## Fase Final
Los partidos se jugaron en Haití.

### Semifinales
| 29 de abril de 2016 | W Connection                | 2:0 (2:0) | Arnett Gardens FC | Stade Sylvio Cator, Port-au-Prince |  |
|                     | Jones 2' · Winchester 45+2' |           |                   |                                    |  |

| 29 de abril de 2016 | Don Bosco FC                   | 1:1 (0:0, 0:0) (t. s.)(2:4 p.) | Central FC                      | Stade Sylvio Cator, Port-au-Prince |  |
|                     | Georges 104' (pen.)            |                                | De Silva 93'                    |                                    |  |
|                     |                                | Tiros desde el punto penal     |                                 |                                    |  |
|                     | Georges · Origène · Adé · Fédé |                                | Marcano · John · Etienne · Paul |                                    |  |

### Tercer Lugar
| 1 de mayo de 2016 | Arnett Gardens FC | 0:2 (1:0) | Don Bosco FC                   | Stade Sylvio Cator, Port-au-Prince |  |
|                   |                   |           | Saint-Fort 27' · Philemond 53' |                                    |  |

### Final
| 1 de mayo de 2016 | W Connection | 0:3 (1:0) | Central FC                               | Stade Sylvio Cator, Port-au-Prince |  |
|                   |              |           | Joseph 5' · Marcano 83' · Mitchell 90+3' |                                    |  |

## Campeón
| Campeonato de Clubes de la CFU 2016 |
| ----------------------------------- |
| Bandera de Trinidad y Tobago        |
| Central FC 2º Título                |